# Nationaal park Cusuco
Nationaal park Cusuco (Spaans: Parque Nacional Cusuco) is een nationaal park in Honduras. Het is sinds 1987 beschermd gebied en nationaal park Cusuco is 22.223 hectare groot. 
Het nationaal park ligt in noordwesten van Honduras in de Sierra del Merendón. Het merendeel van het gebied is bedekt met nevelwouden.
De naam van nationaal park Cusuco verwijst naar het negenbandgordeldier, lokaal "cusuco" genoemd, die voorheen erg algemeen was in het gebied. Andere zoogdieren in het nationaal park zijn onder meer de Midden-Amerikaanse tapir, katachtigen en ongeveer zeventig soorten vleermuizen. In nationaal park Cusuco leven circa 270 vogelsoorten, waaronder de quetzal. Van de 29 soorten amfibieën in nationaal park Cusuco zijn er zes endemisch en zestien met uitsterven bedreigd.